# Junge Deutsche Philharmonie
Die Junge Deutsche Philharmonie (JDPh) ist ein deutsches Studentenorchester. Sie ist als Verein der Orchestermusiker organisiert, Vollmitglied in der European Federation of National Youth Orchestras und hat ihren Sitz in Frankfurt am Main.

## Geschichte
Das Orchester wurde 1974 von ehemaligen Mitgliedern des Bundesjugendorchesters unter dem Namen „Bundesstudentenorchester“ gegründet. Ziel der Musiker zwischen 18 und 28 Jahren war es, eigene künstlerische Ideen umzusetzen. Grundlage dafür ist die selbstverwaltende Struktur des Orchesters.
Dirigenten und Künstler wie Rudolf Barshai, George Benjamin, Pierre Boulez, Renaud Capuçon, Péter Eötvös, Julia Fischer, Martin Fröst, Beat Furrer, Sol Gabetta, Heiner Goebbels, Martin Helmchen, Janine Jansen Sergey Khachatryan, Truls Mørk, Christiane Oelze, Enno Poppe, Wolfgang Rihm, José Maria Sánchez-Verdú, Christian Stadelmann, Christian Tetzlaff, Carolin Widmann, Jörg Widmann, Lothar Zagrosek und Hans Zender arbeiteten mit dem Orchester.
Seit Juli 2014 ist Jonathan Nott erster Dirigent und künstlerischer Berater des Orchesters.
Das Ensemble ist mehrfach ausgezeichnet worden: u. a. mit dem ersten Preis beim Herbert-von-Karajan-Wettbewerb, mit dem Deutschen Schallplattenpreis als „Künstler des Jahres“, mit dem Deutschen Kritikerpreis, dem Grand Prix Année Européenne de la Musique, dem Förderpreis der Ernst von Siemens Musikstiftung und dem Binding-Kulturpreis 2020.

## Mitgliedschaft
Das Ensemble bietet Studenten deutscher Musikhochschulen die Möglichkeit, Orchestererfahrung zu sammeln. Dabei müssen sich Bewerber zunächst in Probespielen qualifizieren. Anschließend können sie bis zur Vollendung des 28. Lebensjahres oder zum Ende ihres Musikstudiums mitwirken.
Die Aktivitäten des Ensembles sind während der vorlesungsfreien Zeit als Ergänzung des Musikstudiums organisiert. So treffen sich die Musiker regelmäßig zu Jahresbeginn, im Frühjahr und Spätsommer zu einer ca. 9-tägigen Probenphase mit anschließender Tournee. Die Junge Deutsche Philharmonie ist regelmäßig zu Gast in der Alten Oper Frankfurt, der Berliner Philharmonie, dem Konzerthaus Berlin, der Philharmonie Köln, der Philharmonie Essen, der Laeiszhalle Hamburg und dem Gewandhaus Leipzig. Sie spielt zudem bei internationalen Festivals wie bei Acht Brücken | Musik für Köln, beim Musikfest Berlin im Rahmen der Berliner Festspiele, MITO Settembre Musica, Flandern Festival, RuhrTriennale oder dem Heidelberger Frühling. Mit dem biennalen FREISPIEL veranstaltet das Ensemble seit 2008 ein orchestereigenes Festival mit spartenübergreifenden, teils experimentellen Veranstaltungsformaten.
Aus der Jungen Deutschen Philharmonie entwickelten sich das Ensemble Modern, die Deutsche Kammerphilharmonie Bremen, das Ensemble Resonanz, und das Freiburger Barockorchester.

## Förderer
Das Ensemble wird gefördert von der Stadt Frankfurt, dem Land Hessen und der Beauftragten der Bundesregierung für Kultur und Medien. Staatsministerin Monika Grütters ist in ihrer Funktion als Beauftragte der Bundesregierung für Kultur und Medien auch institutionelle Schirmherrin des Orchesters. Außerdem unterstützen ein Kuratorium aus Persönlichkeiten der Wirtschaft, verschiedene Sponsoren der Projekte und der Verein der Freunde der Jungen Deutschen Philharmonie das Orchester.

## Diskographie (Auswahl)

### CD
- Gustav Mahler: Sinfonien 5 & 10 von Rudolf Barshai und Junge Deutsche Philharmonie (Brilliant Joan Records; 2004)
- Heiner Goebbels: Surrogate Cities von Peter Rundel und Junge Deutsche Philharmonie (ECM Record Universal; 2000)
- Gleichzeit - Eine musikalische Zeitreise: Enno Poppe „Markt“, Paul Hindemith „Mathis der Maler - Sinfonie“, Bernd Alois Zimmermann „Nobody knows de trouble I see“ von Susanna Mälkki und Junge Deutsche Philharmonie, Marco Blaauw (Trompete) (Ensemble Modern Medien; 2009)
- Impulse: Wien: Alexander Zemlinsky „Sinfonietta, op. 23“, Beat Furrer „Phaos für Orchester“, Arnold Schönberg „Verklärte Nacht, op. 4“. Dirigent: Peter Rundel. (Ensemble Modern Medien; 2010)
- Orchestral Works: Igor Stravinsky „Le chant du rossignol“, Claude Debussy „Prélude à l’après-midi d’un Faune“, Béla Bartók „The Miraculous Mandarin“. Dirigent: Andrey Boreyko (OehmsClassics; 2011)
- Recherchen – Vom Suchen und Finden der Musik: Olivier Messiaen „Un sourir“, George Benjamin „Duet for Piano and Orchestra“, Robin de Raaff „Untangled Tales“, Igor Strawinsky „Le sacre du printemps“. Dirigent: Lothar Zagrosek, Klavier: Martin Helmchen (Ensemble Modern Medien; 2011)
- Gubaidulina / Bruckner: Sofia Gubaidulina „Konzert für Viola und Orchester“ (Solist: Antoine Tamestit) und Anton Bruckner „Sinfonie Nr. 9 d-Moll“. Dirigent: Jonathan Nott (2015)
- Abgesang: Maurice Ravel „Valses nobles et sentimentales“ und Dmitri Schostakowitsch „Sinfonie Nr. 15 A-Dur op. 141“. Dirigent: Jonathan Nott. Eine Produktion der Digital Concert Hall der Berliner Philharmoniker (2017)
- Under Construction - 100 Jahre Bauhaus. Neue Musik und Slam-Poetry im Dialog. Dirigentin: Corinna Niemeyer (Koproduktion mit hr2-kultur; 2020)

### DVD
- Turangalila-Sinfonie: Olivier Messiaen „Turangalîla-Sinfonie“. Dirigent: Kristjan Järvi, Klavier: Tamara Stefanovich. Eine Produktion der Digital Concert Hall der Berliner Philharmoniker (2012)
- Lautma(h)lerei: Gustav Mahler „Sinfonie Nr. 9 D-Dur“. Dirigent: Jonathan Nott. Eine Produktion der Digital Concert Hall der Berliner Philharmoniker (2013)